# 段ノ塚古墳
段ノ塚古墳（だんのづかこふん）は、奈良県桜井市忍坂にある古墳。形状は八角墳。古墳時代終末期の古墳である。
宮内庁により「押坂内陵（おさかのうちのみささぎ）」として第34代舒明天皇の陵に治定されている（なお宮内庁の治定では墳形は上円下方墳になっている）。

## 概要
外鎌山から南に伸びる尾根の先端に古墳が築造されている。この古墳よりさらに谷間の奥には、鏡女王墓と大伴皇女押坂墓がある。
段ノ塚古墳の墳丘は、尾根を途中で切断して、尾根の末端の斜面地に切土や盛土を行って築かれている。両側にある谷部も整形されており、古墳に関わる造成は広範囲にわたって行われたとみられる。
墳形は台形状の方形壇の上に八角形の墳丘をのせるという、上八角下方墳とも言うべき姿をしている。下部の方形壇は3段で築成されており、最下段の前面は幅約105mを測る。方形壇の各段の斜面には自然石を用いた貼石が存在している。八角部は2段築成で、下段の対辺間距離は約42mである。宮内庁の調査により八角部の下段は板石（榛原石）により墳丘が覆われていることがわかった。
この古墳の主体部は現在ではわからないが、幕末の山稜研究家の谷森喜臣が著した『山稜考』には、石室内部に石棺が2基あったという村人の伝聞が紹介されている。また、宮内庁の調査において八角部の前面に羨道天井石らしきものが確認されている。仮に通常の古墳に見られるように八角形の中心部を奥壁だと仮定すれば、全長20mを超える巨大な横穴式石室が想定される。
忍坂の地に築かれた古墳としては卓越した規模をもっており、八角形という特異な墳丘をもつことから、舒明天皇の押坂内陵である可能性は極めて高い。八角墳は前方後円墳消滅後、皇族や有力豪族が採用した方墳や円墳に替わるものとして新たに採用されたものであり、段ノ塚古墳は天皇陵として初めて八角墳を採用した古墳として大変意義深い。